# Конюшево
Конюшево (укр. Конюшеве) — село,
Ромодановский поселковый совет, Миргородский район, Полтавская область, Украина.
Код КОАТУУ — 5323255701. Население по переписи 2001 года составляло 29 человек.
Село указано на специальной карте Западной части России Шуберта 1826-1840 годов, как хутор Конюший
В Центральном государственном историческом архиве Украины в городе Киеве есть документы до 1796 года Преображенской церкви села Шарковщина, к которой приписан хутор

## Географическое положение
Село Конюшево находится на левом берегу реки Лихобабовка,
ниже по течению на расстоянии в 1,5 км расположено село Шарковщина,
на противоположном берегу — село Сотницкое.
На расстоянии в 1,5 км расположен пгт Ромодан.